# El árbol de los Linden
El árbol de los Linden (The Linden Tree) es una obra de teatro en dos actos y cuatro escenas del dramaturgo británico J. B. Priestley; fue estrenada en 1947.

## Argumento
La familia Linden afronta el problema de la jubilación del patriarca, el Profesor Linden, un hombre que ha dedicado toda su vida a la docencia. Su esposa estima que, una vez desprovisto de su trabajo, podrán abandonar la pequeña ciudad de provincias en la que han vivido tantos años. Solo la hija pequeña de la pareja apoya al padre en su resistencia a la jubilación.

## Representaciones
La obra se estrenó en el Lyceum Theatre de Sheffield el 23 de junio de 1947, encabezando Lewis Casson y Sybil Thorndike, bajo dirección de Michael McOwen. Un año después, el 2 de marzo de 1948 se estrenó en Broadway, con actuación principal de Boris Karloff.
En España, fue ofrecida por TVE en la emisión del 23 de octubre de 1963 de Primera fila, con Manuel Dicenta, Fernando Delgado, Tina Sáinz, María Massip y Vicente Haro. Siete años después, la misma cadena rodó una nueva versión, dirigida por Pedro Amalio López, y se emitió el 9 de julio de 1970 en Estudio 1; fue interpretada por Antonio Casas, María José Goyanes, Mercedes Prendes, Fernando Guillén, Lola Herrera y Yolanda Ríos.